# José María Amo
José María Amo Torres (Guillena, provincia de Sevilla, 9 de abril de 1998) es un futbolista español que juega en el C. D. Lugo de la Primera Federación como defensa.

## Trayectoria
Formado en la cantera del Sevilla F. C., jugó en el juvenil, donde el periódico The Guardian lo nombró como uno de los cincuenta mejores jugadores de fútbol del mundo, hasta llegar al Sevilla Atlético, donde debutó en la Liga 123 el 19 de marzo de 2017 en un partido frente al Real Zaragoza, donde ganaron por 2-1. Acabaría dicha temporada, disputando 7 partidos en la temporada 2016-17 en la categoría de plata del fútbol español.
En 2020, tras 14 años en el club de Sevilla termina su contrato y fichó libre con la S. D. Ponferradina. En 2022 renovó su contrato con los bercianos por un año más, siendo un titular habitual en la defesa de La Ponferradina.
La temporada siguiente, tras el descenso del club a Primera Federación, salió libre y el 12 de julio de 2023 fichó por el C. D. Tenerife de la Segunda División de España. Allí estuvo dos años y en julio de 2025 se unió al C. D. Lugo.

## Selección
Ha sido internacional con las categorías inferiores de España, disputando 3 partidos con la sub-21.

## Clubes
| Club               | País   | Año       | Partidos (goles) |
| ------------------ | ------ | --------- | ---------------- |
| Sevilla Atlético   | España | 2016-2020 | 50 (1)           |
| S. D. Ponferradina | España | 2020-2023 | 102 (3)          |
| C. D. Tenerife     | España | 2023-2025 | 35 (0)           |
| C. D. Lugo         | España | 2025-     |                  |